# رودباران (اراک)
رودباران (اراک)، روستایی از توابع بخش مرکزی شهرستان اراک در استان مرکزی واقع است  ایران است.

## جمعیت
این روستا در دهستان امان آباد قرار دارد و براساس سرشماری مرکز آمار ایران در سال ۱۳۸۵، جمعیت آن ۱۶۳ نفر (۵۸خانوار) بوده‌است.